# Zespół Filmowy „Silesia”
Zespół Filmowy „Silesia” – polskie studio produkcji filmów z siedzibą w Katowicach. Powstało 1 stycznia 1972 roku, rozwiązane w 1983 roku. Kierownikami artystycznymi studia byli w latach 1972–1978 Kazimierz Kutz, 1978–1983 Ernest Bryll, zaś kierownikami literackimi Ryszard Kłyś (1974–1979) i Michał Komar (1979–1983). Szefami produkcji studia byli Tadeusz Baljon i  Jan Włodarczyk.

## Filmografia
- 1972
  - Skrzydła, telewizyjny film fabularny, produkcja,
  - Opis obyczajów, film fabularny, produkcja,
  - Na wylot, film fabularny, produkcja,
- 1973
  - Sanatorium pod Klepsydrą, film fabularny, produkcja,
  - Profesor na drodze, telewizyjny film fabularny, produkcja,
  - Brzydkie kaczątko, telewizyjny film fabularny, produkcja,
- 1974
  - Linia film fabularny, produkcja,
  - Historia pewnej miłości, telewizyjny film fabularny, produkcja,
- 1975
  - Znikąd donikąd, film fabularny
- 1976
  - Daleko od szosy, serial telewizyjny
  - Przepraszam, czy tu biją?, film fabularny
- 1977
  - Szarada, film psychologiczny
- 1978
  - Zielona miłość, serial fabularny
- 1979
  - Prom do Szwecji, film sensacyjny, produkcja
- 1980
  - Grzeszny żywot Franciszka Buły, film fabularny
  - Kariera Nikodema Dyzmy, serial telewizyjny
- 1981
  - Wielka majówka, film fabularny.